# ابراهیم تادلی
ابراهیم تادِلی با کنیهٔ ابواسحاق (۱۸۲۷ – ۱۸۹۴) (نسب: ابرهیم بن محمد بن عبدالقادر، حسنی طالبی) صوفی و شیخ تصوف مراکشی در سدهٔ نوزدهم میلادی بود. در رباط، فاس و مکناس فراگرفت. به شرق اسلامی دو بار سفر کرد و مجاور «حرمین شرفین» شد. پس از آن به اسپانیا رفت و علوم نوین را خواند. حدود سی سال به تدرس و در زادگاهش رباط پرداخت و حدود ۱۲۰ کتاب نگاشت که بیشتر آن‌ها ناتمام ماند، آثاری به سبک حاشیه و شرح‌نویسی، رسائل و اختصارات.